# Clothilde de Bernardi
Clothilde de Bernardi (* 16. November 1994 in Bastia) ist eine französische Tennisspielerin.

## Karriere
De Bernardi begann mit fünf Jahren das Tennisspielen und ihr bevorzugter Spielbelag ist der Sandplatz. Sie spielt vorrangig Turniere des ITF Women’s Circuit, wo sie bislang bereits elf Titel im Einzel und drei im Doppel gewinnen konnte.
Sie trat bei den French Open 2015 jeweils mit einer Wildcard ausgestattet sowohl im Mixed, im Doppel und in der Qualifikation zum Dameneinzel an. Während sie im Mixed und Damendoppel bereits jeweils in der ersten Runde mit ihren jeweiligen Partnern scheiterte, konnte sie im Einzel mit Siegen über Michelle Larcher de Brito und Anett Kontaveit bis in die Qualifikationsrunde vorrücken, wo sie dann aber gegen Johanna Konta klar in zwei Sätzen mit 2:6 und 1:6 verlor.

## Turniersiege

### Einzel
| Nr. | Datum              | Turnier             | Kategorie   | Belag     | Finalgegnerin              | Ergebnis      |
| --- | ------------------ | ------------------- | ----------- | --------- | -------------------------- | ------------- |
| 1.  | 16. Juni 2013      | Guimarães           | ITF $10.000 | Hartplatz | Ximena Hermoso             | 6:0, 6:2      |
| 2.  | 29. Juni 2013      | Melilla             | ITF $10.000 | Hartplatz | Lucía Cervera Vázquez      | 7:5, 6:4      |
| 3.  | 18. August 2013    | Scharm asch-Schaich | ITF $10.000 | Hartplatz | Anastasia Kharchenko       | 6:0, 6:1      |
| 4.  | 6. Juli 2014       | Istanbul            | ITF $10.000 | Hartplatz | Cristina Adamescu          | 6:2, 6:3      |
| 5.  | 24. August 2014    | Antalya             | ITF $10.000 | Hartplatz | İpek Soylu                 | 6:4, 2:6, 6:3 |
| 6.  | 21. September 2014 | Antalya             | ITF $10.000 | Hartplatz | Kateřina Kramperová        | 6:2, 6:3      |
| 7.  | 22. Februar 2015   | El Kantaoui         | ITF $10.000 | Hartplatz | Lou Brouleau               | 6:4, 6:2      |
| 8.  | 15. März 2015      | El Kantaoui         | ITF $10.000 | Hartplatz | Cristina Sánchez-Quintanar | 6:4, 6:3      |
| 9.  | 6. August 2017     | Savitaipale         | ITF $15.000 | Sand      | Monika Kilnarová           | 6:3, 6:1      |
| 10. | 12. August 2017    | Wien                | ITF $15.000 | Sand      | Gabriela Pantůčková        | 6:1, 6:2      |
| 11. | 1. Oktober 2017    | Jounieh             | ITF $15.000 | Sand      | Berfu Cengiz               | 6:0, 6:4      |

### Doppel
| Nr. | Datum            | Turnier             | Kategorie   | Belag     | Partnerin           | Finalgegnerinnen                 | Ergebnis         |
| --- | ---------------- | ------------------- | ----------- | --------- | ------------------- | -------------------------------- | ---------------- |
| 1.  | 23. August 2013  | Braunschweig        | ITF $15.000 | Sand      | Isabella Schinikowa | Tereza Malíková Tereza Smitková  | 3:6, 6:1, [10:8] |
| 2.  | 19. Juli 2014    | Scharm asch-Schaich | ITF $10.000 | Hartplatz | Michelle Sammons    | Giulia Bruzzone Alina Mikheeva   | 7:5, 7:5         |
| 3.  | 18. Oktober 2014 | Antalya             | ITF $10.000 | Hartplatz | Agata Barańska      | Katharina Hering Jainy Scheepens | 6:1, 6:4         |